# Amplexidiscus
Genre
Amplexidiscus est un genre de cnidaires (animaux relativement simples, spécifiques du milieu aquatique).

## Liste des espèces
- Amplexidiscus fenestrafer Dunn & Hamner, 1980